# 小行星7018
小行星7018（英語：7018）是一颗围绕太阳公转的小行星。1992年2月25日，上田清二、金田宏在钏路市发现了此天体。
这颗小行星的绝对星等为285.4657430998834等。